# 格雷戈里·普雷奥蒂亚萨
格雷戈里·普雷奥蒂亚萨（羅馬尼亞語：Grigore Preoteasa；1915年8月25日—1957年11月4日），曾化名萨乌（Sau）、索勒尔（Sorel），罗马尼亚共产党中央政治执行委员会候补委员、中央书记处书记，罗马尼亚外交部长。

## 生平
1915年，出生于布加勒斯特的罗马尼亚国营铁路公司的铁路工人家庭。1932年，从事新闻工作。1933年，入团，入党。1935年，被捕判处有期徒刑2年。1937年，任罗马尼亚共产党布加勒斯特地区委员会委员。
二战期间，为党报《罗马尼亚解放报》的负责人。1944年，任《罗马尼亚解放报》总编辑。1945年，兼任宣传部新闻发言人。1947年，任外交部秘书长。1948年，任外交部部长级全权代表。1954年，任外交部部长级国务秘书。1955年，任罗马尼亚人民共和国外交部长。12月，罗共七大，为罗马尼亚工人党中央委员，兼任工人党中央宣传鼓动部部长。
1957年，罗马尼亚工人党中央委员会全体会议，参与揭批“基希涅夫斯基—康斯坦丁内斯库分裂主义集团”7月，在中央全会上当选为罗马尼亚工人党中央委员会政治局候补委员、中央委员会书记处书记，分管文化、宣传鼓动和意识形态工作。11月，赴莫斯科参加十月革命四十周年庆祝活动，飞机坠毁在伏努科沃國際機場附近的森林，普雷奥蒂亚萨当场死亡。

## 作品
- 《蓝色永恒》
- 《社会政治文本》